# علي قودرزي
علي قودرزي (بالفارسية: علی گودرزی) هو لاعب كرة قدم إيراني في مركز الدفاع، ولد في 8 مارس 1992 في بندر أنزلي في إيران. لعب مع نادي استقلال أهواز ونادي ذوب آهن أصفهان ونادي صبا قم.

## وصلات خارجية
- علي قودرزي على موقع قاعدة بيانات كرة القدم.إي يو (الإنجليزية)
- علي قودرزي على موقع Soccerway.com (الإنجليزية)